# Antoni Strubell
Antoni Strubell i Trueta (Oxford, Inglaterra; 29 de junio de 1952), conocido como Toni Strubell, es un filólogo y político español.

## Biografía
De padre inglés y madre catalana, es nieto de Josep Trueta y hermano de Miquel Strubell i Trueta. En las elecciones al Parlamento de Cataluña de 2010 fue elegido diputado por Solidaritat Catalana per la Independència, partido del que fue presidente entre el 20 de julio de 2010 y el 26 de enero de 2013. Fue el diputado de la Coalición que más alto porcentaje de voto obtuvo.
Estudió lenguas modernas en la Universidad de Oxford y en 1978 se estableció en la localidad gerundense de Olot, donde colaboró con Radio Olot en el programa Notícies dels Països Catalans, que tuvo gran audiencia tanto en La Garrocha como en Osona. En 1981 marchó al País Vasco y dio clases de filología inglesa en la Universidad de Deusto hasta 2001.
Ha organizado e impartido cursos en la Universidad Catalana de Verano y en la Escuela Oficial de Idiomas. Ha colaborado en los diarios El Punt, Avui, El Arenal, El Temps, Presència, La Vanguardia, El Periódico de Catalunya, Egin, y también con la BBC; también ha participado en la Escuela de Invierno de Convergència Democràtica de Catalunya, en los debates del Congreso de Esquerra Republicana de Catalunya en Manresa y ha traducido numerosos libros.
Fue coordinador de la Comissió de la Dignitat, iniciativa para recuperar los documentos catalanes trasladados por Franco y depositados en el archivo de Salamanca. Fue también coordinador de la Associació Lluís Companys Batzordea que organizó los encuentros catalano-vascas de San Sebastián de enero/mayo de 2003. En 2002 recibió la Cruz de Sant Jordi.
En las elecciones autonómicas catalanas de 2010, fue elegido diputado por Solidaritat Catalana per la Independència por Gerona.
Fue entrevistado en 2024 por Javier Vizcaíno para el periódico Deia.

## Obra
- Sunyol, l'altre president afusellat (1996), junto a Carles Llorens y Josep Maria Solé i Sabaté
- El cansament del catalanisme (1997)
- Josep Roca i Ferreras i l'origen del catalanisme d'esquerres (2000), junto a Fèlix Cucurull i Tey
- Un català entre bascos (2005)
- Isabel Cinc Horas (2005), una obra de teatro sobre la primera catalana sindicalista (Isabel Vila, 1843-1896).
- El moment de dir prou (2008)
- Josep-Narcís Roca i Ferreras, 1834-1891 (2008)
- What Catalans Want? (2010)